# Кассебург
Кассебург (нем. Kasseburg) — община в Германии, в земле Шлезвиг-Гольштейн. 
Входит в состав района Герцогство Лауэнбург. Подчиняется управлению Шварценбек-Ланд.  Население составляет 537 человек (на 31 декабря 2010 года). Занимает площадь 7,89 км².